# アラバマ州の歴史

アラバマ州旗

アラバマは1819年に州になった。1830年代から、ブラックベルト中心地の経済は奴隷を使った大きくて裕福な綿のプランテーションが支配的になった。他の場所では、 白人の貧困層はほとんどが自給自足の農家であった。1861年から1865年まで、アラバマは合衆国を脱退し、アメリカ連合国に加わった。南北戦争の結果、人々は経済的な損失と辛苦を被った。1865年には奴隷が解放された。レコンストラクションの時代の後、アラバマは、支配的な白人と最近解放されたアフリカ系アメリカ人の間の高い人種的な緊張の中で、まだ綿に縛られた貧しく、総じて田舎の州として現れた。後者の多くは、1917年以降北部へ移住した。政治的に、州は民主党一党に支持が集中し、国の指導者の多くを生み出した。第二次世界大戦では繁栄がもたらされた。綿は重要性を次第に失い、代わって州は製造業とサービス業を発展させた。1980年以降、地方自治体の立法府ではまだ民主党が支配的ではあるが、州は大統領選挙と州議員選挙において共和党への支持を強くした。

## 植民地化の時代
ヨーロッパ人との接触以前に現在のアラバマに住んでいたインディアンは、アラバマ、チカソー、チョクトー、クリーク、コアサティ、そしてモービルがいる。
現在のアラバマの領域に入った最初のヨーロッパ人はスペイン人で、この地域をフロリダの一部として要求した。
1528年のパンフィロ・デ・ナルバエスの遠征隊が現在のアラバマ南部に入ったかもしれないが、最初の完全な記録として残っているものはエルナンド・デ・ソトの遠征隊である。これは1539年に行われ、クーサ川、アラバマ川、トムビッグビー川に沿った困難だが実りのない遠征であった。
イギリスもまた、メキシコ湾北部の地域を要求した。現代のアラバマの領地は、1663年と1665年に当地を気に入ったチャールズ2世の特許により与えられた、プロビンス・オブ・カロライナの地に含まれていた。カロライナのイギリス人商人は、1687年にはもうアラバマ川の渓谷によく立ち入っていた。
フランスもまたこの地域を植民地化した。1702年、フランス入植地がフォート・ルイスを含むモービル川に創設され、その後9年間ルイジアナ政府の首都となった。1711年、フォート・ルイスは川の氾濫よって捨てられ、より高い地にコンデ砦(現在のモービル市の場所)が建設された。これが、アラバマで最初の恒久的なヨーロッパ人の入植地となる。フランスとイギリスはこの地域を争い、それぞれの国がインディアン部族との強固な同盟を結ぼうとした。フランスは、彼らの場所を強固にし、同盟を組んだインディアンを防御し、他の部族を彼らに引きつけるため、クーサ川とタリャプーサ川の合流点の近くに、トゥールーズ砦の軍事基地を、そしてトムビッグビー川にはトムビッグビー砦を確立した。
1732年、ジェームス・オグレソープと彼の仲間へのジョージアの贈与地には、現在のアラバマ北部も含まれていた。オグレソープ自身はチャッタフーチー川西岸のクリーク・インディアンを訪れて、彼らと条約を結んだ。
フレンチ・インディアン戦争の後の1763年のパリ条約は、フランスによるアラバマ占領を終わらせた。イギリスは、チャッタフーチー川とミシシッピ川の間の地域を明白に支配した。勅令により、インディアンの土地として、北緯31度線より南のアラバマの部分はこの時西フロリダの一部となり、このラインの北部はイリノイ・カントリーの一部とそれぞれ分けられた。1767年、プロヴィンス・オブ・ウエストフロリダ(西フロリダ)は北緯32度28分まで北に拡張した。数年後、アメリカ独立戦争の間、この地域はスペインの領土となった。
1783年9月3日のヴェルサイユ条約によって、イギリスはスペインに西フロリダを割譲したが、同日に締結されたパリ条約 (1783年)により、イギリスはアメリカ合衆国にこの領地の北緯31度線以北のすべてを割譲した。これにより長い論争の基礎が作られた。
1795年のマドリード条約で、スペインはアメリカ合衆国に北緯31度と32度28分の間のミシシッピ川東側の土地を割譲した。3年後の1798年、議会はこの地区をミシシッピ準州として編入した。アラバマとミシシッピの現在の北の境界近くにある12ないし14マイルの幅の細長い土地はサウスカロライナ州が要求したが、1787年に州は連邦政府に所有を譲渡した。ジョージア州もまた同様に、現在のミシシッピ川の西の境界から31度と35度の間の土地を要求し、1802年までその主張をあきらめなかった。2年後、ミシシッピ準州の境界はすべてのジョージア割譲地を含むまでに拡大した。
1812年、議会は西フロリダのモービル地区をミシシッピ準州に加えて、ルイジアナ購入地の中に含まれると主張した。翌年、ジェームズ・ウィルキンソン将軍はモービル地区を軍事力で占領した。スペインはそれに抵抗しなかった。このようにして現在のアラバマ州の全体のエリアは、当時の合衆国の管轄下になったが、インディアンは条約と占領によってまだ土地のほとんどを所有していた。
1817年、ミシシッピ準州は東西に分割された。西部はミシシッピ州となり、東部はトムビッグビー川流域のセントスティーブンスに暫定的な政府の首都を置いたアラバマ準州となった。
アラバマのインディアンとアメリカ人入植者との間の紛争は、19世紀はじめに急激に増加した。ショーニー部族の大酋長のテカムセは1811年にこの地域を訪れ、メキシコ湾から五大湖エリアまでのインディアンの抵抗同盟を形成しようとした。米英戦争の勃発で、イギリスはテカムセの抵抗運動を促進した。いくつかの部族はその主張で分割された。クリーク部族では内戦が起こった。クリーク族とアメリカ人の間の暴力は、ミムズ砦虐殺を頂点に激しさを増した。クリーク戦争として知られる、合衆国と「レッド・スティック」クリークとの間の全面戦争が始まった。チカソー、チョクトー、チェロキー、その他のクリークの党は、中立もしくは合衆国との同盟として残り、いくつかはアメリカ軍で務めた。ジョージア、サウスカロライナ、テネシーからの志願者による民兵がアラバマに進軍し、レッドスティックスと戦った。後に、連邦軍部隊がアメリカ合衆国の主力部隊となった。アンドリュー・ジャクソン将軍はクリーク戦争と後の対イギリスの戦いの間のアメリカ軍の司令官だった。戦争中の彼のリーダーシップと軍事的成功により、彼は国民的な英雄となった。1814年8月9日のフォート・ジャクソン条約によってクリーク戦争は終了した。その条約の条項では、クリーク部族、レッドスティックス、中立の部族が同様に、現在のアラバマ州のおよそ半分のエリアを割譲した。後に1816年、チェロキー、チカソー、チョクトーらも割譲し、インディアンにはアラバマ州の4分の1だけの土地が残るのみとなった。
広大な土地のインディアンの所有権の突然の消滅は、アラバマの地で育つことが可能な新しい綿花の種の開発と結びついて、「アラバマ・フィーバー」として知られる入植と発展のラッシュを煽った。

## 州制の初期の時代
1819年、アラバマは合衆国の22番目の州として承諾された。
新しい州の最初の問題の一つは財政問題だった。流通する通貨の量が人口の増加の受容にこたえるのに十分ではなかったので、州立銀行の制度が設けられた。州の債券が発行され、資本を確保するために公有地が販売され、担保で借り入れた銀行紙幣が交換の手段になった。銀行からの収入の見通しをつけるため、1836年に立法府は州の目的のためのすべての課税を撤廃へと導いた。しかしこれは、1837年恐慌[:en]によって銀行の資産の大半が破壊される前にできなかった。さらには甚だしく不注意でさらに不正な管理が発覚し、1843年、銀行は清算の立場に置かれた。利用可能なすべての資産を処理した後、州は能古ている負債を背負い、その負債のために信頼と支払い猶予期間を誓約した。
1830年、インディアン移住法は、クリーク、チェロキー、チョクトー、チカソー、セミノールを含む南東部部族のインディアン移住を引き起こした過程を始めた。1832年、連邦政府はキュッセタ条約に則りクリーク族の移住を準備した。1834年から1837年の間に実際の移住が起こる前に、州議会は郡部にインディアンの土地を作り、移住者が押し寄せた。
州はブラック・ベルトでの奴隷による綿プランテーションの生産の中心地として栄え、自給自足の農家(とわずかな奴隷)はより貧しい土地でかろうじて生計を立てた。これらの初期のアラバマの入植者は開拓者の民主主義と平等主義の精神、そして公民道徳と不正への反対という州の価値を頑固に守ることで有名となった。J・ミルズ・ソーントン(1978年)は、民主党が、政府や、州が免許を与えた銀行、鉄道、企業のような民間の団体の力が増加することを恐れていた時、ホイッグ党は社会全体のためになるような積極的な州の行動に賛成していたと指摘する。銀行からクリーク族の移住の問題にまで広がる議論の激しい政治的な闘争はアラバマで続いたが、しかしソーントンは、どのように白人の自由と平等を保護するか、という州の政治でのひとつの包括的な問題があったと示唆する。エイブラハム・リンカーンが1860年に選出された時に、北部の扇動者が彼らの価値観を脅かしつつあるという恐れは、有権者を怒らせ、脱退への準備へと導いた。
1832年まで、州には民主党一党しかなかったが、無効化の問題によって、その年、(ジャクソンの)民主党と州権党(カルフーン民主党)の2つに分割された。ほぼ同時期に野党として出現したのが、ホイッグ党であった。ホイッグ党は、モービル地区の貧しい農家とカトリック教徒の間で最も強かったが、プランテーション所有者と町の住民からも支持を得た。しばらくの間、ホイッグ党は民主党と同じくらいの勢力だったが、彼らは一度も州政府の主導権を取ることはなかった。州権の派閥は少数ではあったが、活動的で粘り強いリーダーのウィリアム・L・ヤンシー(1814年〜1863年)の下で、彼らの最も急進的な信念を採用するため、1848年に民主党を説き伏せた。メキシコから取得された領土で奴隷制を禁止するウィルモット条項をめぐる扇動の間、ヤンシーは1848年民主党州大会で「アラバマ・プラットフォーム」として知られる政治要項の採用を促した。それは、議会も領土の政府も領地において奴隷制度を妨げる権利がないこと、これに反対する論を持った人々は民主党ではないこと、そしてもしも大統領候補者がこれらの問題を支持しないならアラバマの民主党は支持しないだろうことを宣言した。この政治要項は、フロリダとバージニアの党大会と、ジョージアとアラバマの議会で採択された。古い党綱領は1850年協定で壊された。多くの民主党員が加わった州権派閥は、南部権利党(Southern Rights party)を設立し、協定の破棄を要求し、将来の侵害への抵抗を擁護し、脱退の準備をした。一方で残りの民主党員が参加したホイッグ党は、「ユニオニスト」として知られる北部の連邦政府支持者の党を作り、不本意にも協定を受け入れ、脱退の「憲法上の」権利を否定した。

## 脱退と南北戦争(1861年〜1865年)
北部連邦支持の「ユニオニスト」は1851年と1852年の選挙で成功を収めたが、不確実な感情は南部にカンザス・ネブラスカ法案の可決を生じさせ、1852年以降の奴隷制の扇動の経過は、1856年の州民主党大会での「アラバマ・プラットフォーム」の復活へと導いた。「アラバマ・プラットフォーム」は1860年のサウスカロライナ州チャールストンでの民主党全国大会において正式な承認を確保できずに、他の「コットン・ステイツ(綿を主産業とする州)」の代表団に支持されたアラバマ州の代表団は引き下がった。エイブラハム・リンカーンの選挙の時、アンドリュー・B・ムーア知事は、以前の立法府の指示によって、州会議を招集した。多くの著名な議員が脱退に反対し、北アラバマでは、ニッカジャックと呼ばれるようになる中立した州を組織する動きもあった。しかしリンカーン大統領の軍の出動命令によって、ほとんどの脱退への反対は終了した。
1861年1月11日、アラバマ州は61対39の賛成多数で、連邦からの脱退の法令を採用した。1861年2月18日までアラバマは非公式にアラバマ共和国と呼ばれた。正式な名前の「アラバマ州」は常に変えることは無かった。
1861年2月4日、アラバマ州は、すぐにモンゴメリーで組織されたアメリカ連合国に参加した。
ムーア知事は情熱的に連合国の戦争の努力を支持した。戦闘が始まる前でさえ、彼は連邦の施設を差し押さえ、ノースイーストにライフルを買いにエージェントを派遣し、州にある武器を探しまわった。州の北部でいくつかの抵抗があったにせよ、アラバマ州はアメリカ連合国に参加した。ウィリアムソン・R・W・コブ議員はユニオニストで協定を擁護した。彼が1861年に連合国議会に立候補した時、彼は敗れたが、1863年、戦争の疲れがアラバマに出てきた時、反戦感情の波に押されて選出された。新しい国はコブを磨き上げ、モンゴメリーに算定的な首都を置いて、ジェファーソン・デーヴィスを大統領に選んだ。5月、連合国政府は疾病の季節が始まる前にモンゴメリーを捨て、バージニア州リッチモンドに移転した。
連合国が直面していた内部の厳しい交通網の問題は、隣の州のミシシッピからのデーヴィスの旅行を辿ることで理解できる。川沿いの彼のプランテーションから、彼はミシシッピ川の蒸気船でヴィクスバーグまで行き、ジャクソンへ汽車に乗る。そこで彼は北のグランド・ジャンクションに向かう他の汽車に乗り、そして東のテネシー州チャッタヌーガへ行く3番目の汽車に乗り、ジョージア州アトランタまで4番目の汽車に乗った。まだ別の汽車でデーヴィスはアラバマ州境界まで行き、そこで最後の汽車に乗ってモンゴメリーまで行った。戦争が進むにつれ、連邦軍はミシシッピ川を占領し、架台と鉄橋を燃やして線路を引き裂いた。もろい連合国の鉄道網は、修理と交換部品の不足により衰えて、事実上崩壊した。
南北戦争初期では、アラバマでは軍事行動の光景は見られなかったが、州は連合国の兵役に、武器を携帯できるすべての白人の、約12万人の兵士を送った。大部分は地元で募集され、顔見知りの上官に従い、そこで精神を磨いて故郷のつながりを強めた。医療の状況は厳しいものであった。およそ15%が病気で死に、10%が戦死した。アラバマには設備の整った病院が少ししかなかったが、多くの女性が志願して病人や負傷者を看護した。特に1863年以降、兵士の装備は乏しく、しばしば死者のブーツ、ベルト、水筒、毛布、帽子、シャツ、パンツを略奪して不足に充てた。数えきれない数千名の奴隷は連合国軍で働いた。彼らは馬と設備の世話、炊事や洗濯、物資の運搬、野戦病院での手伝いなどをした。別の奴隷は、特にモービル周辺にある要塞を建設した。道路や鉄道を整備し、供給貨物車を運転し、時には軍需工場で働かされた。奴隷の任務は強制で行われた。彼らの無給の労働は、彼らの無給の主人に感銘を与えた。およそ1万人の奴隷が逃亡し、2700名の白人の連邦軍に参加した。
最も著名なジェームス・ロングストリート中将とラファエル・セムズ提督をはじめとして、39名のアラバマ人が将官の階級に達した。ペンシルベニアからアラバマにやってきたジョサイア・ゴーガスは、連合国の砲兵部隊の隊長となった。彼はセルマに新たな軍需プラントを作り、1865年に連邦軍が工場を全焼させるまで、1万人の労働者を雇用した。セルマ兵器工場は連合国の弾薬のほとんどを製造した。セルマ海軍軍需品工場では銃を製造し、5日で1個の大砲を生産した。連合国海軍工場は船を建設し、1863年にはモービル湾を防衛した有名な連合国艦テネシーを作った。セルマの連合国ニトロ工場では、鍾乳洞から火薬用のニトロを調達した。供給が乏しかった時には、おまるの中身、すなわち尿(窒素が豊富に含まれている)を主婦から公募した。
アラバマの兵士は数百の戦闘で戦った。ゲティスバーグの戦いにおける州の損失は、1750名の死者とそれ以上の多くの捕虜と負傷者だった。有名な「アラバマ旅団」は781名の死傷者を出した。1863年、連邦軍はネイザン・B・フォレストの反対があったにもかかわらず、アラバマ北部を足場として獲得した。1861年から、連邦軍はモービルを封鎖し、そして1864年、モービルの外側の防備は連邦軍艦隊によって取り外された。都市自体は1865年4月まで持ちこたえた。

## レコンストラクション(1865年〜1875年)
大統領の再建計画によって、アラバマの暫定知事は1865年6月に任命された。州の会議は同年の9月に開催され、脱退の法令は無効であり奴隷制は廃止されたことを宣言した。立法府と知事は11月に選出され、立法府は一度アンドリュー・ジョンソン大統領に承認されたが、代表議員を拒否した連邦議会は承認しなかった。1865年12月、ジョンソンは、立法府が修正第13条を批准した後に知事の就任を認めるよう軍に命令を出した。しかし、州立法府による「黒人法」（英語: Black Codes）または浮浪者取締法、年季奉公法の可決は、プランテーションから町まで群れていた自由黒人の統制と、そして大統領の計画への州議会の敵意を激化させたその修正第14条の拒否が設計された。1867年、議会のレコンストラクション計画は完成し、アラバマは軍事政府の下に置かれた。自由黒人はいまや有権者として登録され、多くの白人市民が公民権を奪われた。戦争が終了した2年後には、自由黒人、スキャラワグ、カーペットバッガーから成る新しい共和党が政権を握った。これらの分子に支配された州法制定会議が1867年11月に開催され、普遍的な成年男子選挙権を与える構成の枠組みを固めた。連合国のために戦った白人たちは公民権を奪われた。議会のレコンストラクション法は、あらゆる州法が州の合法的な有権者の大多数によって批准されることを必要とした。アラバマの白人たちは主に棄権し、投票の5日後、州法は過半数を得るために13,550票を必要とした。議会は投票総数の大多数は十分であると制定し、かくして州法は実施され、州は1868年6月に合衆国に再認され、新しい知事と州立法府が選出された。
続く2年間は、白人のアラバマ人による立法上の浪費と不正が顕著になった。州は債務が800万ドルから1700万ドルに増加するまで、1マイル12,000ドルと16,000ドルのレートで鉄道債券に裏書きをし、同様の不正は地方自治体でも顕著であった。アラバマの白人は団結し、保守党を結成して知事を選出し、1870年に州立法府下院の過半数を獲得した。しかし、共和党急進派への支持の反応が強く、1872年の新しい政権は大きく失敗した。しかしながら1874年、保守民主党がすべての州の職員を選出し、急進派の勢力は結局壊れた。州の債務を調べるために任命された委員会によってそれが2550万3000ドルであることが判明し、妥協して1500万ドルまで減少した。新しい州法が1875年に採用された。これは人種、肌の色、または以前の奴隷の状態によって誰も選挙権を否定されないとした以前の州法の保証を省略し、州が内部の改良に従事したり、どんな民間企業にも信用貸しを与えることを禁じた。
1874年の後、民主党は州の政権に一定の支配力を持っていた。共和党はいまや主に地方政府や州の行政に議席を持たない黒人の党であったが、しかし何らかの連邦の支援があった。1878年と1880年には州政府に指名候補を立てず、1882年にはグリーンバック党の候補者を応援した。鉱工業と製造業の発展は、1892年に組織されたジェファーソニアン民主党で表現された、農民階級の間の経済的な不況に伴って起こった。通常の民主党の候補者が選出され、新しい党はポピュリスト党と合併した。1894年、3名の下院議員に選出されたポピュリスト党と結合した共和党は、多くの郡で政権を確保したが、州議会では失敗し、次の選挙運動でのより少ない成功で野党であり続けた。党派性は激しくなり、民主党の無知な黒人の選挙民に対する不正の容疑は、共和党とポピュリスト党の詐欺罪と民主党による暴力と争われた。その結果、共和党とポピュリスト党の野党勢力と同様に民主党自体が分割され、その後の1901年、黒人の権利を奪った選挙権の制限を定めた新しい州法が採用された。

## 新しい南部の起源(1876年〜1914年)
1871年6月1日、アラバマ&チャッタヌーガ鉄道とサウス&ノース鉄道の交差点予定地近くの土地の多くを販売した不動産のプロモーターによって、バーミングハムが創設された。鉄道の交差点の場所は、鉄鉱石、石炭、石灰岩の、鉄鋼の製造に使われる3つの主要な原料の産出地として注目された。バーミングハムの創設者は、鉄と鉄鋼生産の中心地として新しい町を広告するために、イギリスの一番の工業都市の名前(バーミンガム)を採用した。コレラの発生にもかかわらず、「南部のピッツバーグ」の人口は、1900年から1910年まで、38,000人から132,000人に増えた。化学的、構造的な規制でアラバマの鉄と石炭から作られる鉄鋼の品質は制限された。しかしこれらの材料は、理想的な鋳物用銑鉄を作り出し、低い輸送費と労働コストのために、バーミングハムは急速に最大にして最も安価な鋳物用銑鉄の生産地となった。1915年までには、国の鋳物用銑鉄の25%がバーミングハムで生産された。

## 新しい南部(1914年〜1945年)
フェルドマン(1999年)は、第2次KKKは単なる扇動集団ではなかったことを示した。それは政治的社会的修正への真の願望を示していた。アラバマのKKKメンバーは、白人に利益をもたらす、よりよい公立学校、有効な禁止の実施、拡張道路工事、その他の「進歩的な」尺度の最前の支持者であった。1925年までに、クランは州の強力な政治勢力になった。J・トーマス・ヘフリン、デーヴィッド・ビブ・グレーヴス、ヒューゴ・ブラックといった政治家は、KKKの会員を操作し、州を長い間支配していた産業経営者とブラック・ベルトの農場主に対抗した。1926年、元KKK支部長のビブ・グレーヴスは、KKKの支持で知事職を獲得した。彼は教育基金の増加、よりよい国民の健康、新しい道路工事、労働者寄りの法律を押し進め、州の歴史で最も進歩的な政権のひとつを導いた。同時に、恐らく州政府の保護を得たKKKの自警団は、1927年にアラバマ全域で、黒人と白人両方をターゲットにした物理的なテロの波を開始した。保守的なエリートはこれに反撃した。主要紙はクランを暴力的で非アメリカ人として言論での攻撃を続けた。保安官はクランの暴力を摘発した。反撃はうまくいき、1928年に州はアル・スミスに投票し、クランの公式のメンバーは1930年までに6,000人未満にまで減少した。